# Wacław Mikłaszewski
Wacław Mikłaszewski (ur. 17 maja 1985 we Wrocławiu) – aktor, producent, reżyser, przedsiębiorca, absolwent PWSFTviT w Łodzi (2008). Doktor sztuki w dyscyplinie sztuki filmowe i teatralne.
Od najmłodszych lat występował przed kamerami: m.in. w produkowanym we Wrocławiu programie TVP2 Truskawkowe studio i Cybermania. Uczęszczał do IV Liceum Ogólnokształcącego we Wrocławiu. Zaraz po maturze dostał się na studia aktorskie w PWSFTviT w Łodzi, które ukończył w 2008 roku. Na III roku studiów wygrał 28 PPA we Wrocławiu. Jako dyplomy zrealizował autorski monodram improwizowany pt. „15 miliardów” oraz wraz z Ewą Kustusz sztukę Neilsona Anthony’ego „Zszywanie”. Działa niezależnie. Eksperymentuje z różnymi dziedzinami sztuki: pisze i rysuje.
Zdobywca Grand Prix 28 Przeglądu Piosenki Aktorskiej 2007, podczas którego wykonał nowatorski autorski utwór pt. „Pytanie”, w którym jako jeden z pierwszych w Polsce użył beatboxu połączonego z organicznym ruchem scenicznym.
Zajmuje się badaniem i rozwijaniem nurtu improwizacji aktorskiej. Tuż po studiach zainicjował wprowadzenie w programie nauczania na Wydziale Aktorskim PWSFTviT w Łodzi zajęć Improwizacji aktorskiej, które prowadzi od 2009 r.  Członek komitetu organizacyjnego Festiwalu Szkół Teatralnych, uczelnianej komisji ds. efektów kształcenia i Rady Interdyscyplinarnego Centrum Badawczego PWSFTviT.  Prowadzi również szereg inicjatyw studenckich.
Wykładowca gościnny na Wydziale Teatralnym Konserwatorium Królewskiego, Ecole Superieure Des Arts w Mons, w Belgii.
Współorganizuje działalność otwartego 3 października 2009 Teatru Szwalnia w Łodzi.
W marcu 2010 zrealizował we Wrocławiu 24 godzinny (non - stop od 6:00 rano do 6:00 rano następnego dnia) półimprowizowany, solowy spektakl składający się z dwudziestu czterech życiorysów mieszkańców jednego bloku. Projekt był również realizowany (dwa razy) na festiwalu w Edynburgu w sierpniu 2012 r.
Założyciel fundacji Isyrius zajmującej się m.in. interdyscyplinarnymi projektami kulturalnymi oraz nowymi technologiami. Zrealizował pełnometrażowy film łączący działania teatralne i film steresokopowy 3D „Czułość” (Grand Prix 3D Korea International Film Festival 2016 oraz Nagroda Specjalna Los Angeles 3D Film Festival „za wybitne osiągnięcia w dziedzinie 3D”). Koproducent (Isyrius) pierwszego w Polsce teledysku stereoskopowego VR 3D „Tiger in a Cocoon”. Jest również członkiem zespołu badawczego opracowującego system stereskopowej rejestracji obrazu filmowego 3D.
Co-founder i współwłaściciel reaktywowanej wraz z Joanną Kwiatkowską, Aliną Sztoch i Piotrem Kwiatkowskim marki Kubota
Realizuje również strategie, szkolenia i programy warsztatowe w zakresie nowoczesnych środków wyrazu w działalności artystycznej oraz przy kampaniach wizerunkowych i marketingowych m.in. dla Roberta Lewandowskiego, Uniwersytetu Łódzkiego czy Szkoły Filmowej w Łodzi

## Filmografia
- Prawo Agaty (2012) − Cichy (odc. 22)
- Non sono pronto (2011)
- 80 milionów (2011)
- Tajemnica Westerplatte (2010)
- Majka (2010)
- Zwerbowana miłość (2010)
- Janosik. Prawdziwa historia (2009)
- Pierwsza miłość (2009) jako Stefan
- Egzamin z życia (2008)
- Brzydula (2008)
- 39 i pół (2008)
- Twarzą w twarz (2007)
- Mamuśki (2007) − sanitariusz (odc. 4)
- Jutro idziemy do kina (2007)
- Faceci do wzięcia (2007)
- Braciszek (2007)
- Samo życie (2007)
- Klan (2006)